# Fimbulvetr
Dans la mythologie nordique, Fimbulvetr (de fimbul, « grand », et vetr, « hiver », ce qui signifie « grand hiver ») est le nom de l'hiver de trois ans qui précède le Ragnarök. Durant ces trois ans d'hiver, la neige viendra de toutes les directions, sans que l'été ne survienne, et se dérouleront d'innombrables guerres durant lesquelles « le frère tuera le frère ».

## Dans l'histoire
Un hiver très rude a lieu, conforme à celui décrit dans les mythes nordiques, en l'an 536, correspondant à l'événement climatique de 535-536. Durant cet hiver qui touche toute l'Europe du Nord, la moitié des populations suédoise et norvégienne meurent. Cela amène des archéologues comme Bo Gräslund à penser que le Fimbulvetr a réellement existé et que son mythe est fondé sur l'histoire de l'année 536 et de celles qui ont suivi. Cette année est d'ailleurs qualifiée de « pire année de l'Histoire » par certains chercheurs.

## Usage moderne
En Suède, Norvège, au Danemark, et plus généralement dans les pays nordiques, le terme « fimbulvinter » est parfois utilisé pour désigner un hiver particulièrement dur et inhabituel.

## Dans la culture populaire
Dans le jeu vidéo Age of Mythology, s'il a choisi la mythologie nordique, le joueur peut invoquer le pouvoir « hiver fimbul », ou « fimbulwinter » en version originale, permettant l'arrivée de l'hiver et l'apparition de loups qui attaquent les centres-villes adverses.
Dans le deuxième volet du jeu vidéo Bayonetta, Fimbulvetr est une montagne fortement enneigée où le dieu du Chaos aurait élu autrefois domicile.
Dans beaucoup de jeux de la série Fire Emblem, Fimbulvetr est une magie élémentaire de glace.
Dans le jeu God of War, le personnage Mímir est capable de prédire que les actions du joueur avancent l'arrivée du Fimbulvetr d'un siècle.
Dans la série Vikings, le sujet est abordé avant que les frères, fils de Ragnar s'affrontent.
Dans le jeu League Of Legends, c'est un objet qui procure à son possesseur une grande quantité de points de vie et de mana. 